# Большие Морские ворота
Больши́е Морски́е воро́та (эст. Suur Rannavärav, нем. Die Grosse Strandpforte) — фортификационное сооружение средневекового Таллина, Эстония; часть крепостной стены города. Заложено в 1359 году, современный вид остатков сооружения относится к XVIII—XIX векам. В настоящее время расположено в северной части Старого города, на улице Пикк.

## История
В 1265—1280 годах, когда земли современной Эстонии принадлежали Дании, датская королева Маргрете Самбирсдоттер неоднократно требовала усиления оборонительной системы Ревеля. В письменных источниках фортификационный комплекс «Большие Морские ворота» впервые упоминается в 1359 году как Strandporte, с 1384 года — как major Strandporte. В то время расстояние от него до моря составляло около ста метров. В ходе начатых в 1510 году работ в сооружении были возведены новые передние ворота (эст. Suure Rannavärava eesvärav) и западная орудийная башня, которую с первой половины XIX столетия называют «Толстой Маргаритой» (на немецком языке называли Розенкранц (нем. Rosencrantz) — Венок из роз). Фортификационный комплекс возводился прежде всего для защиты городского порта, ещё одной его функцией была представительская. Строительство орудийной башни спроектировал, по всей вероятности, выходец из Польши Клеменс Пале (Clemens Pale). С 1520 года строительными работами руководил мастер Герт Конинг (Gert Koningk) из Мюнстера, который эту должность также занимал при возведении церкви Святого Олафа. Реконструкция была полностью завершена в 1531 году.

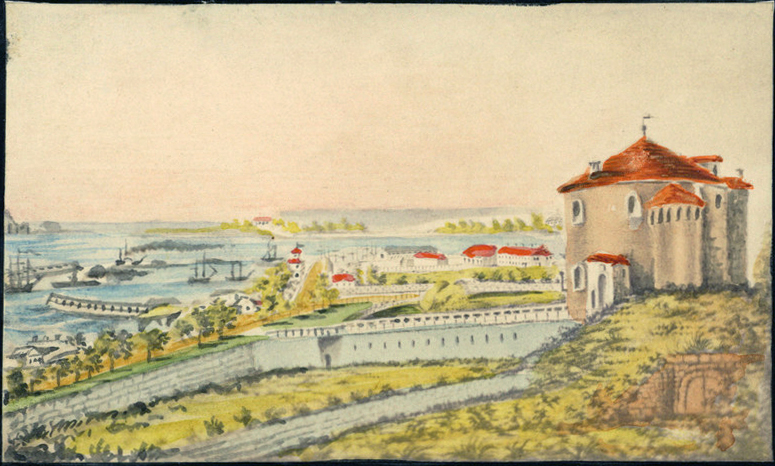
Большие Морские ворота в XVI веке, литография

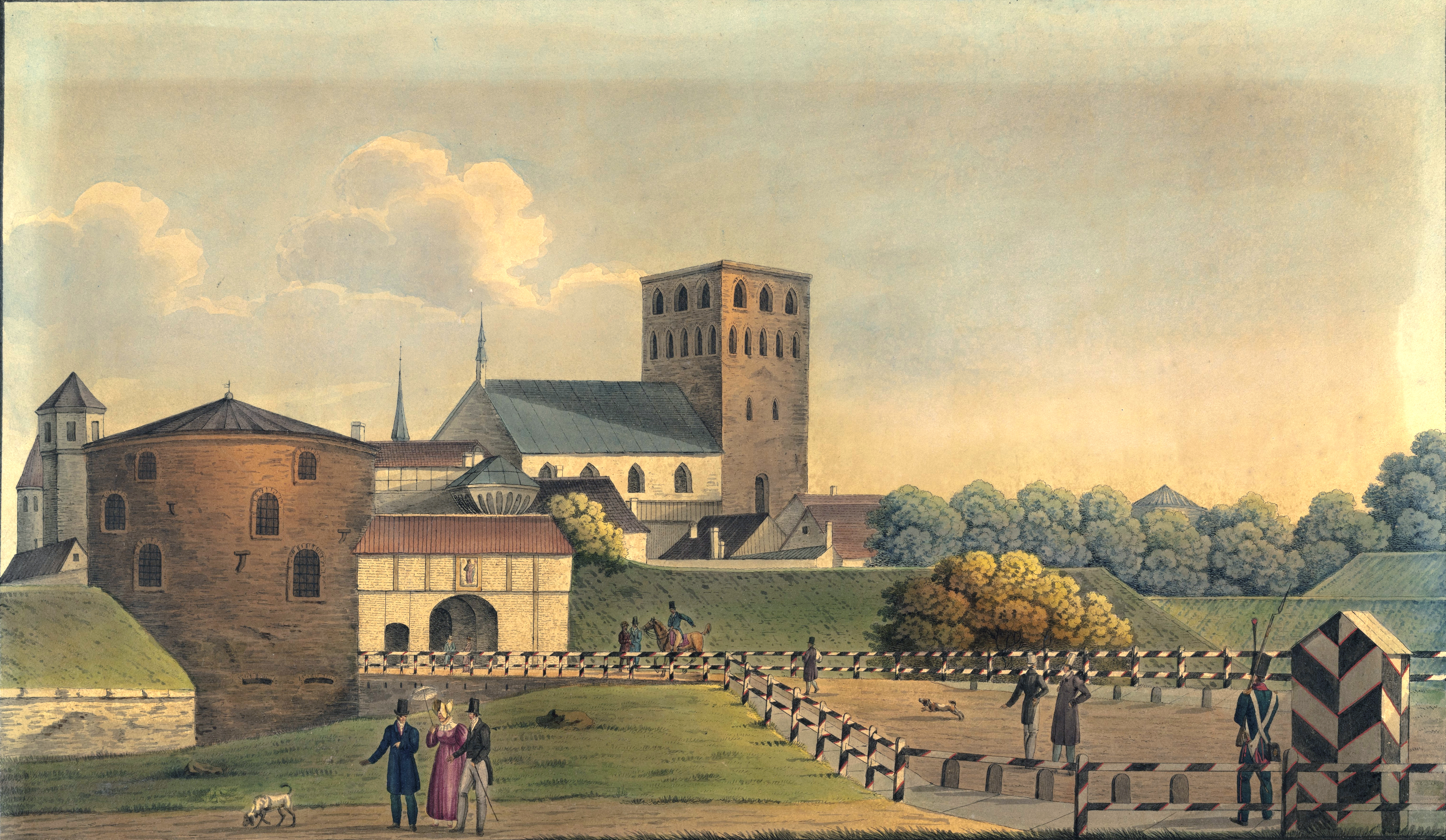
Большие Морские ворота в 1830-х годах (Joseph Steingrübel, раскрашенная литография)

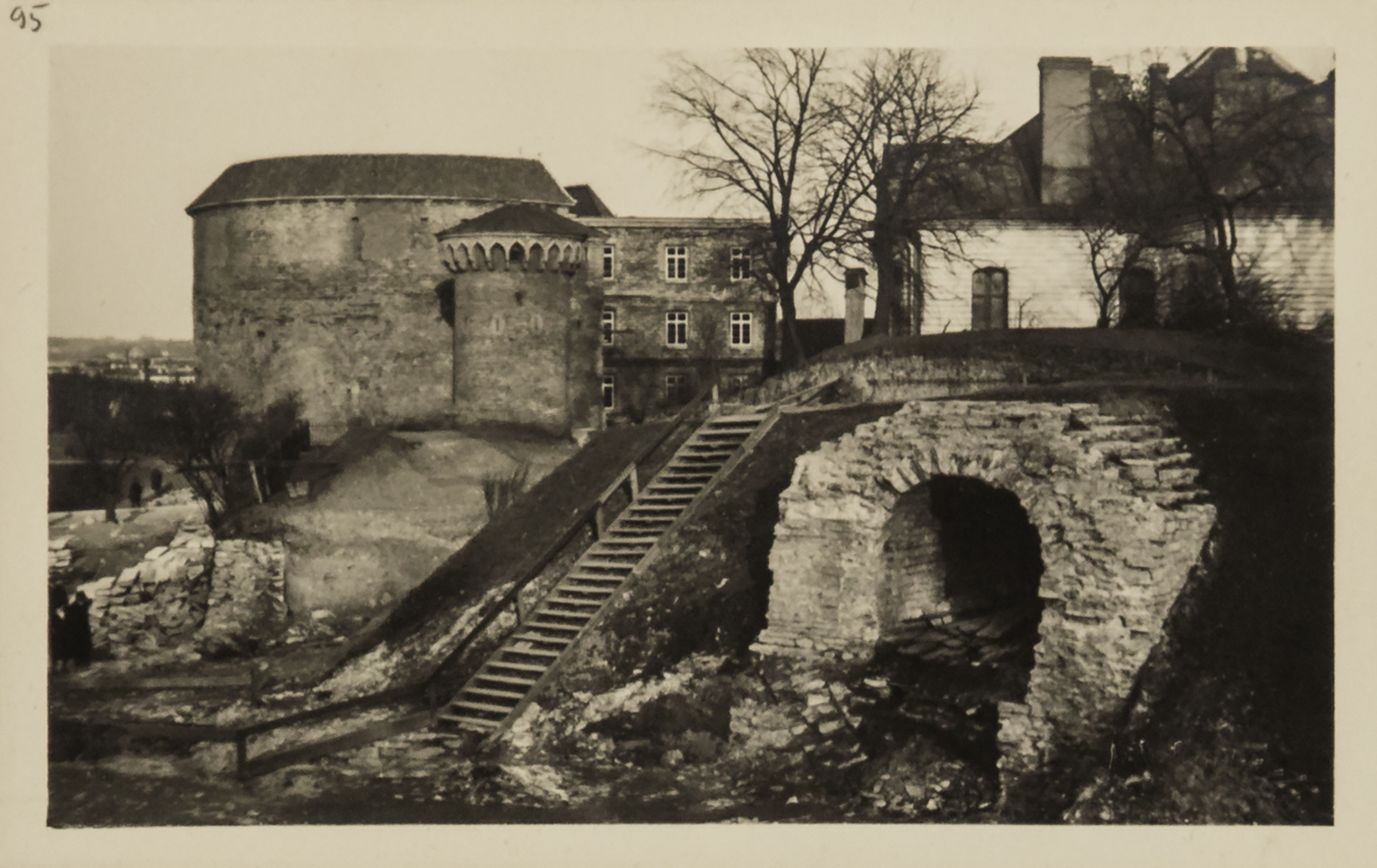
Большие Морские ворота и Пороховой погреб (вход в бастион), раскопки 1934 года

В 1603–1609 году перед передними воротами были построены ещё одни ворота, так называемые куртинные ворота. В комплекс куртинных ворот входили два портала в стиле ренессанса с круглыми арками и деревянными дверями и подъёмный мост. В 1640–1650 годах перед северо-восточным углом «Толстой Маргариты» был возведён бастион Хорн (эст. Hornbastion), который к концу XVII столетия был перестроен в бастион Больших Морских ворот.
В XVI веке ворота были украшены плитой из доломита с цветным изображением малого герба Ревеля, над которым грифоны держат щит с изображением креста, увенчанный рыцарским шлемом с плюмажем.  Её расписал мастер Иоахим — автор фигуры Старого Томаса на шпиле таллинской ратуши. К настоящему времени плита утратила краски. С противоположной стороны ворот в неглубокой нише установлено деревянное распятие (XIX век).
В 1683–1704 годах была реконструирована «Толстая Маргарита»: изначальный машикулинный этаж и расположенный над ним этаж сломали и заменили обычным орудийным этажом, башню накрыли высокой каменной крышей.
В XIX веке «Толстая Маргарита» была перестроена в тюрьму. В 1884 году с южной стороны «Толстой Маргариты» было построено четырёхэтажное вспомогательное здание тюрьмы. В ходе февральской революции 1917 года заключённые были освобождены, тюрьма подожжена, и весь комплекс превратился в руины. 
В 1938–1940 годах упомянутое подсобное здание тюрьмы и башню у передних ворот перестроили в Городской музей, в это же время отремонтировали и покрыли крышей стены «Толстой Маргариты», восстановив в ней также амбразуры, перестроенные в XIX веке в окна.
В 1978–1981 годах весь бывший фортификационный комплекс был перестроен для нужд Морского музея по проекту польского архитектора Ержи Матусяк-Тусяцкого (Jerzy Matusiak-Tusiacki). Музей планировали открыть к Олимпийской регате 1980 года, однако строительство затянулось, и экспозиция музея была открыта в башне в 1981 году. 1 января 2018 года музей был закрыт на реновацию, обновлённый музей-посетительский центр открыли 29 ноября 2019 года.

## Орудийная башня
Основной план орудийной башни «Толстая Маргарита» имеет форму в три четверти круга диаметром 25 м, толщина её стен — 2,25—5,5 м, причём она постепенно уменьшается снизу вверх. Потолки башни изначально представляли собой прочные деревянные балки, поддерживаемые мощной каменной центральной колонной. Высота башни составляла 16 м с западной стороны и 22 м с восточной стороны из-за естественного снижения земной поверхности. Одновременно с башней «Толстая Маргарита» от неё до башни Стольтинга был возведён оборонительный вал толщиной 3 м и высотой 6,8 м с отверстиями для пушек.

Большие Морские ворота
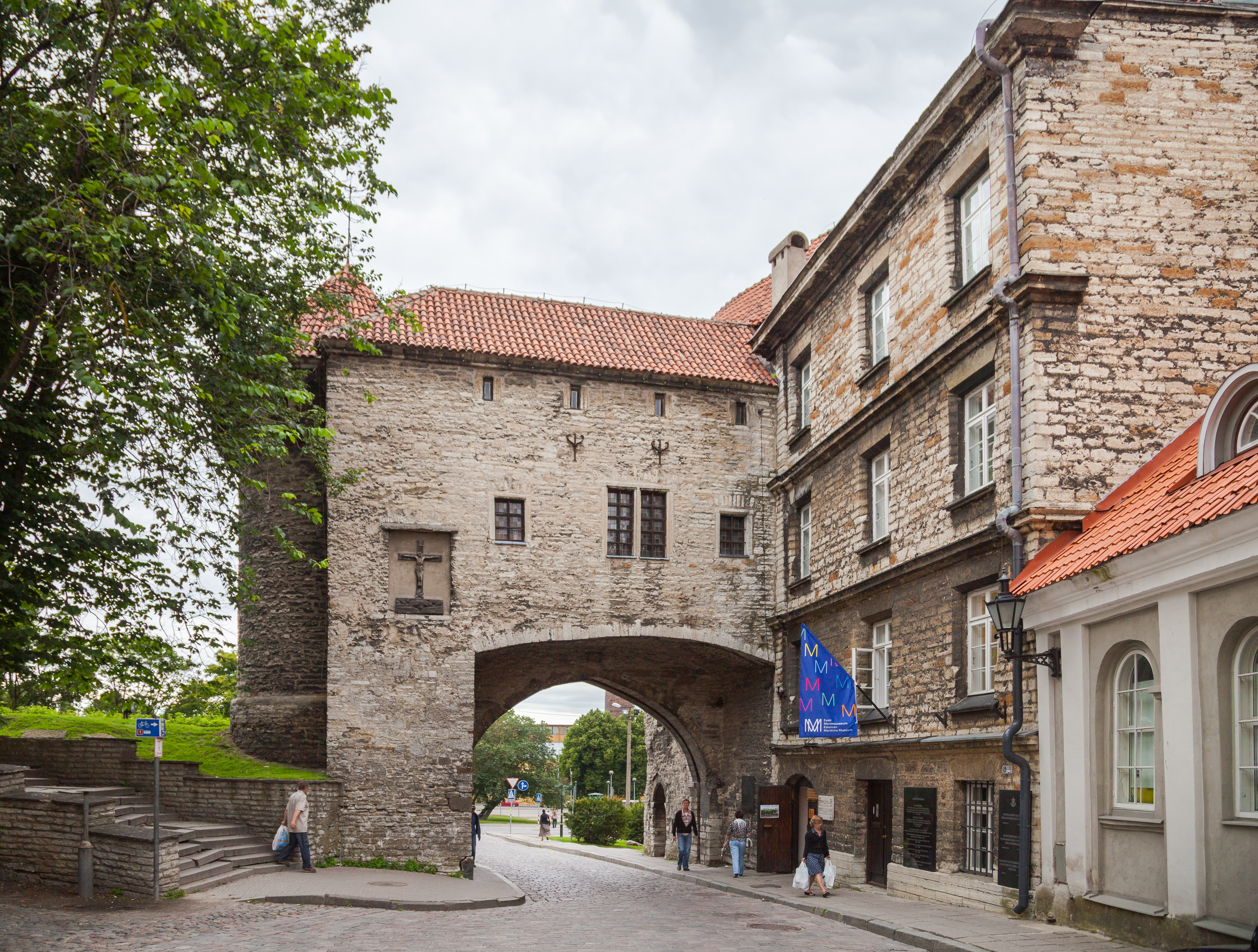
Вид в сторону моря
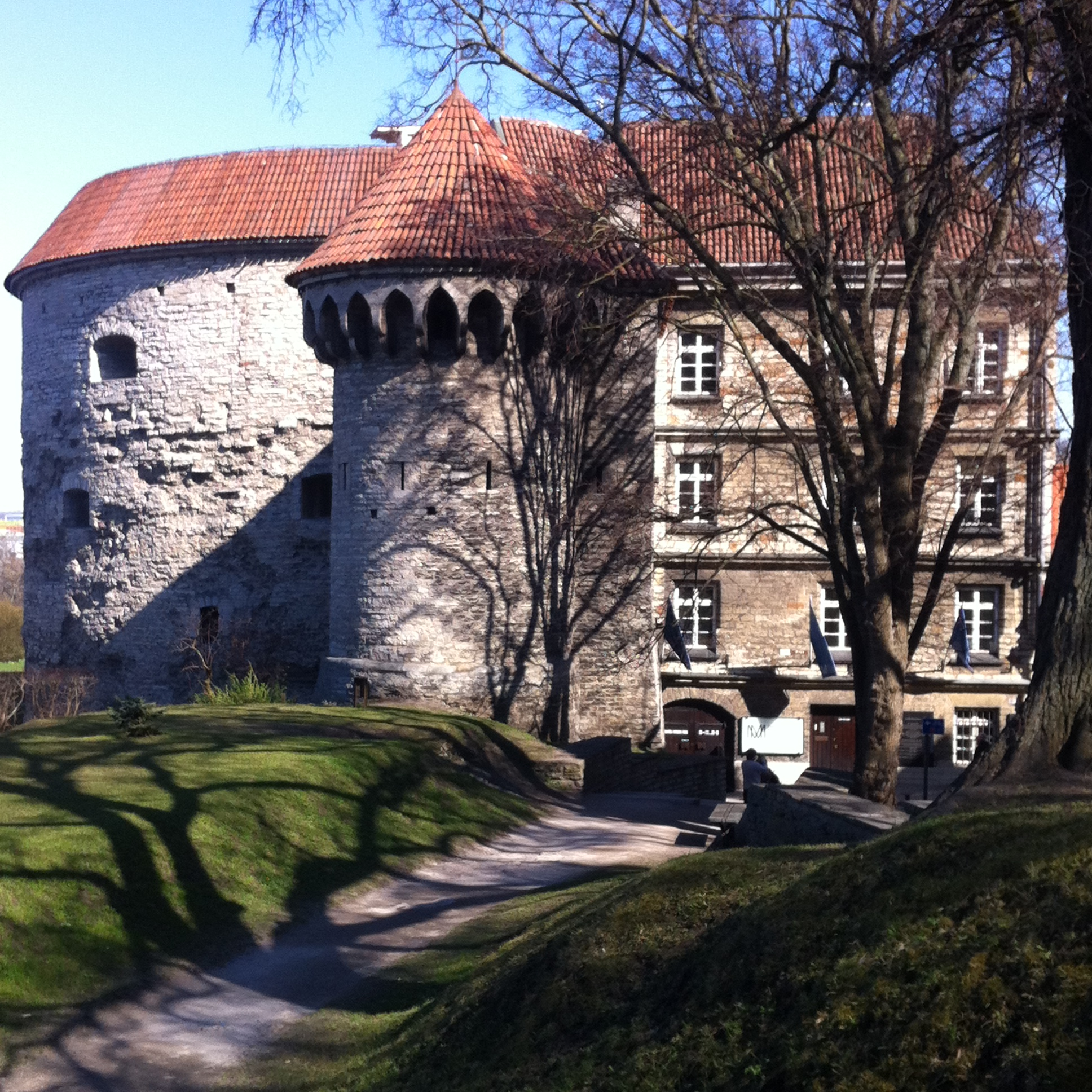
Вид сбоку
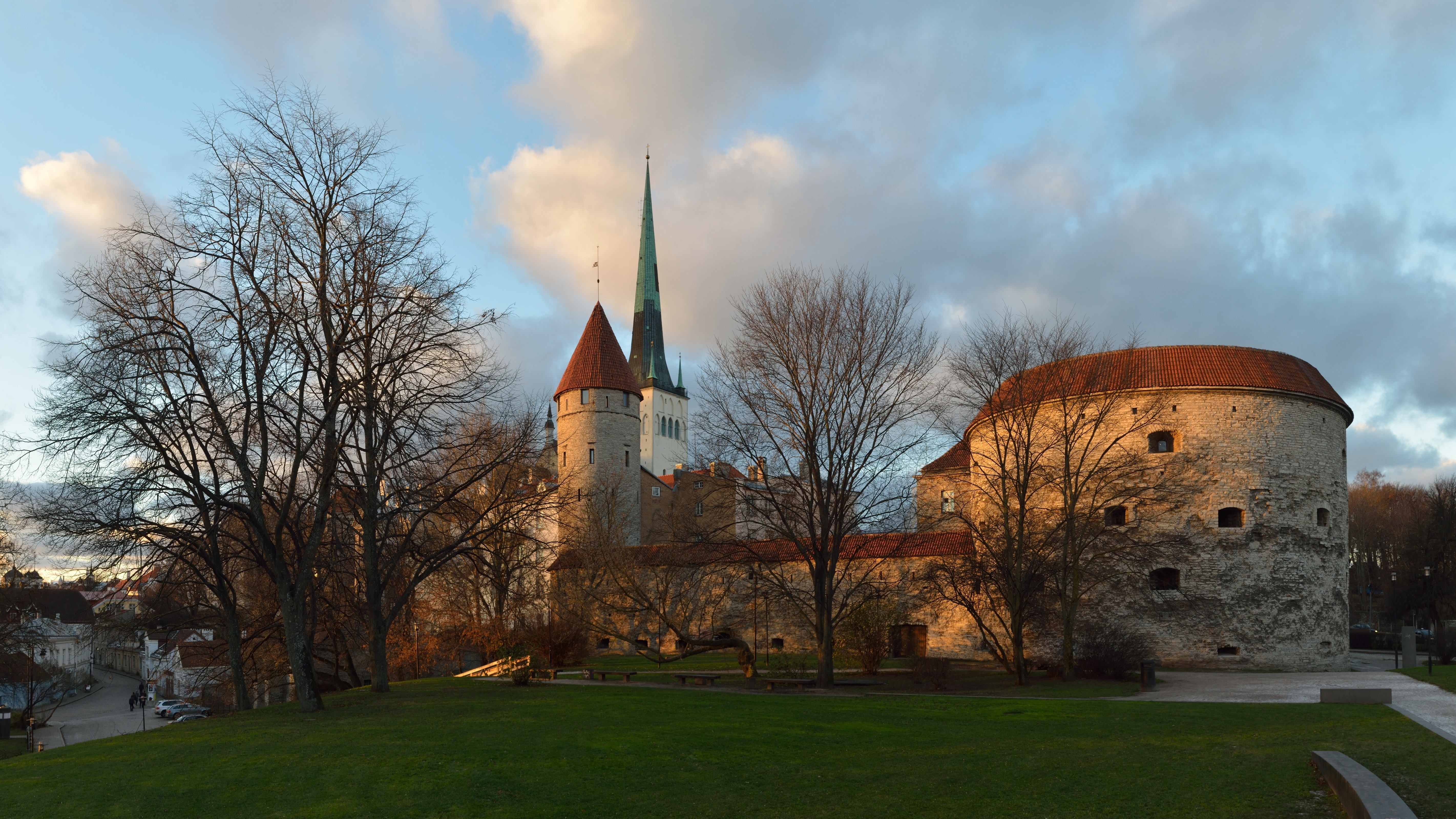
«Толстая Маргарита» и башня Стольтинга
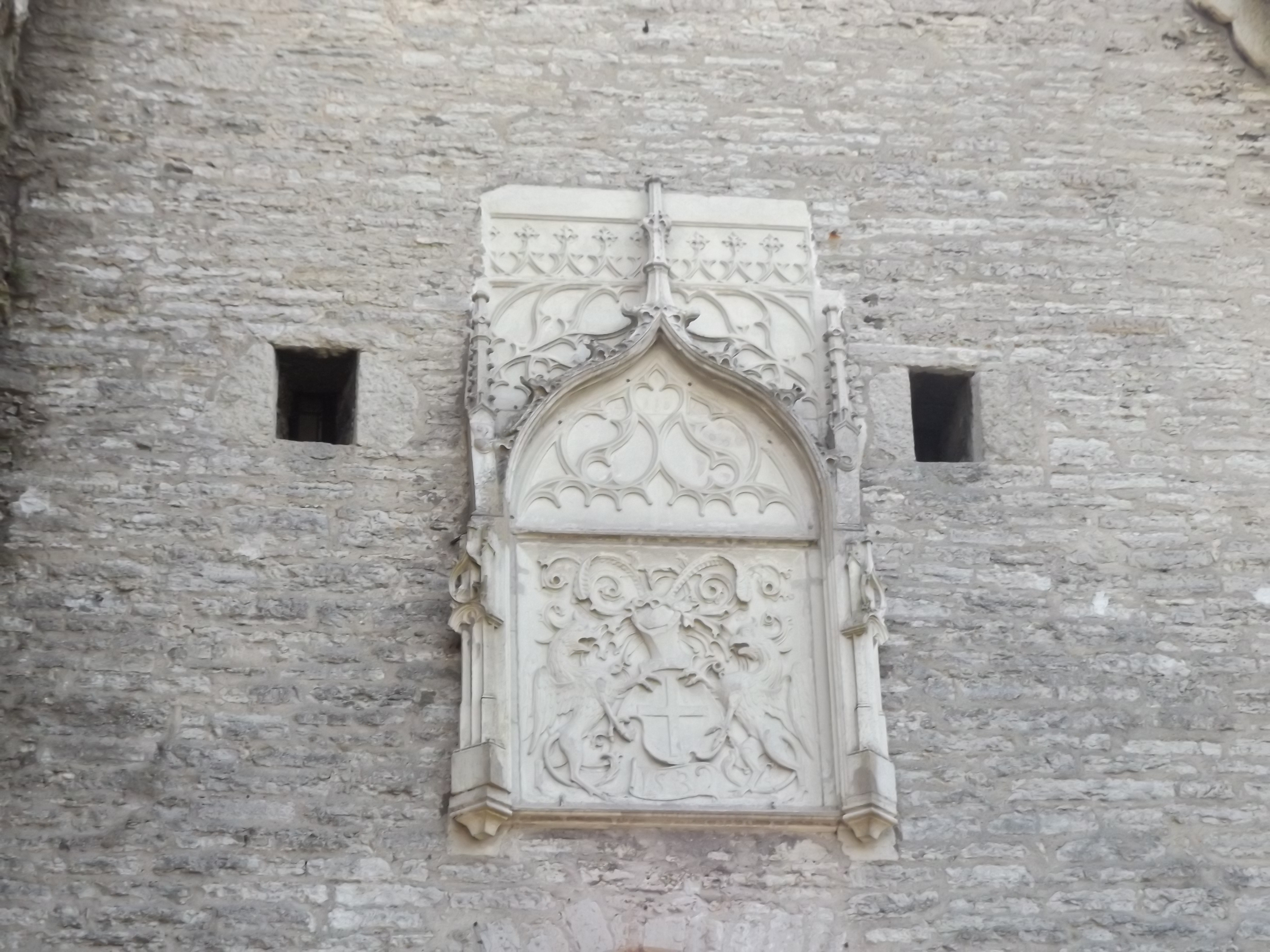
Плита на переднем фасаде парадных ворот
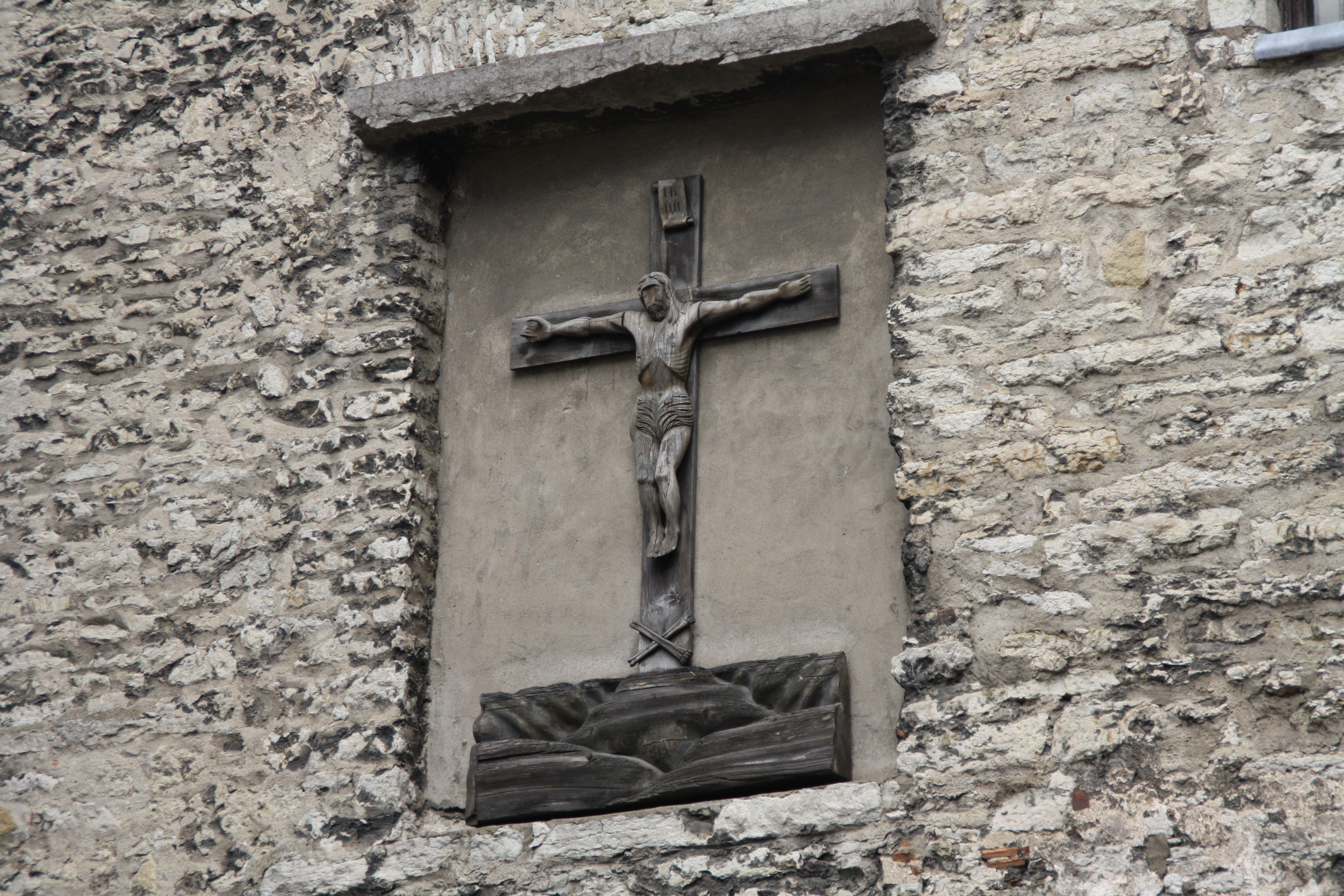
Распятие на заднем фасаде парадных ворот
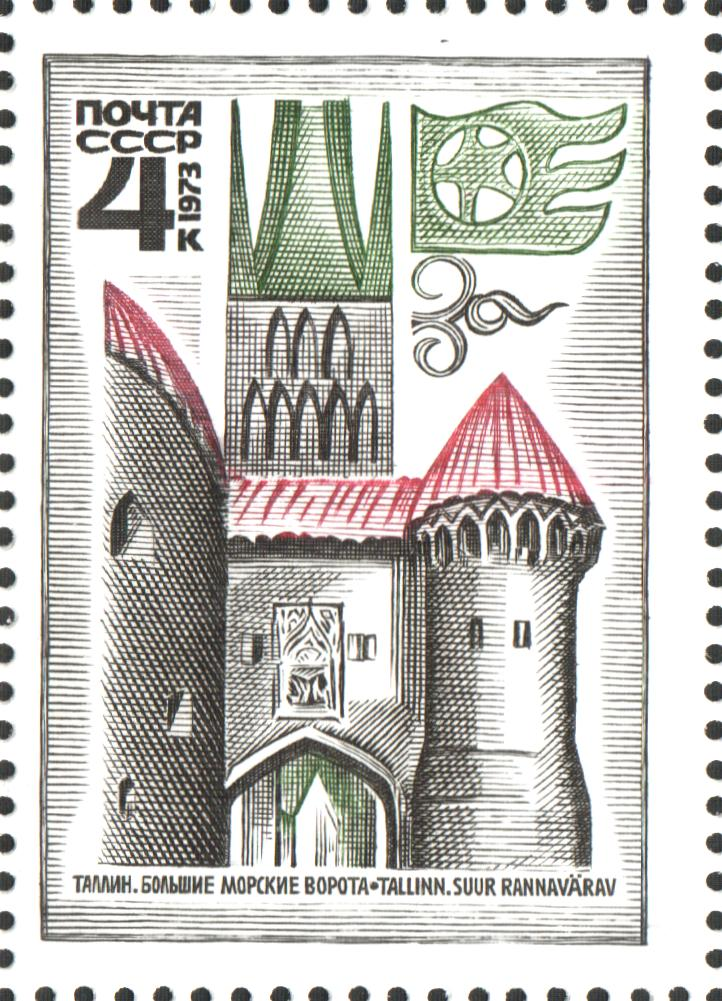
Почтовая марка СССР (1973)